# Bengt Sparre (1728–1810)
Bengt Sparre af Rossvik, född 15 augusti 1728, död 10 augusti 1810 i Stockholm, var en svensk envoyé, överstekammarjunkare och målare.
Han var son till majoren Bengt Sparre och Anna Charlotta von Weidenhaijn. Sparre blev student vid Uppsala universitet 1746 och kanslijunkare 1746, expeditionssekreterare vid utrikesexpeditionen 1760 och tjänstgjorde som kammarherre 1766. Han utnämndes till envoyé vid det sachsiska hovet 1769 och vid det spanska hovet 1770–1778. Han blev medlem av generaltulldirektionen 1778 och överstekammarjunkare 1783. Han blev kommendör av Nordstjärneorden 1777. Sparre hörde till Carl Gustaf Tessins närmaste umgängeskrets i Stockholm och på Åkerö och Tessin nämner honom i sin dagbok som en av de personer som bidrog med illustrationer till Tessins handskrivna fabelsamling som han sammanflikade för en tillkommande Åkeröfru.